# Nigramma albodentata
Nigramma albodentata är en fjärilsart som beskrevs av Moore 1882. Nigramma albodentata ingår i släktet Nigramma och familjen nattflyn. Inga underarter finns listade i Catalogue of Life.